# 那不勒斯國王若阿尚·繆拉的馬術肖像
《那不勒斯國王若阿尚·繆拉的馬術肖像》（Equestrian Portrait of Joachim Murat, King of Naples）是法國新古典主義和前浪漫主義畫家安東萬-尚·葛羅創作的一幅油畫，創作於1808年-1812年。該作品收藏在巴黎羅浮宮 。

## 歷史
若阿尚·繆拉元帥有幾幅以他為主題的馬術肖像。安東萬-尚·葛羅很了解他，他們在1796年第一次義大利戰役期間在米蘭相識。繆拉委託他創作了大型畫作《阿布基爾戰役》（Battle of Abukir），該畫於1806年在法國藝術家沙龍展出，之後被轉移到那不勒斯王宮，繆拉於1808年夏天搬到了那不勒斯王宮，當時他被任命為兩西西里王國國王。
這幅畫於1812年在巴黎沙龍展出。葛羅在繪製這幅肖像畫的同時，還受委託繪製《卡普里投降》（Surrender of Capri），但因繆拉在1815年倒台被處決後，該作品仍停留在草圖階段。